# Bouçoães
Bouçoães ist eine Gemeinde (Freguesia) im portugiesischen Kreis Valpaços. In ihr leben 303 Einwohner (Stand 19. April 2021).